# Decreto 70/2023

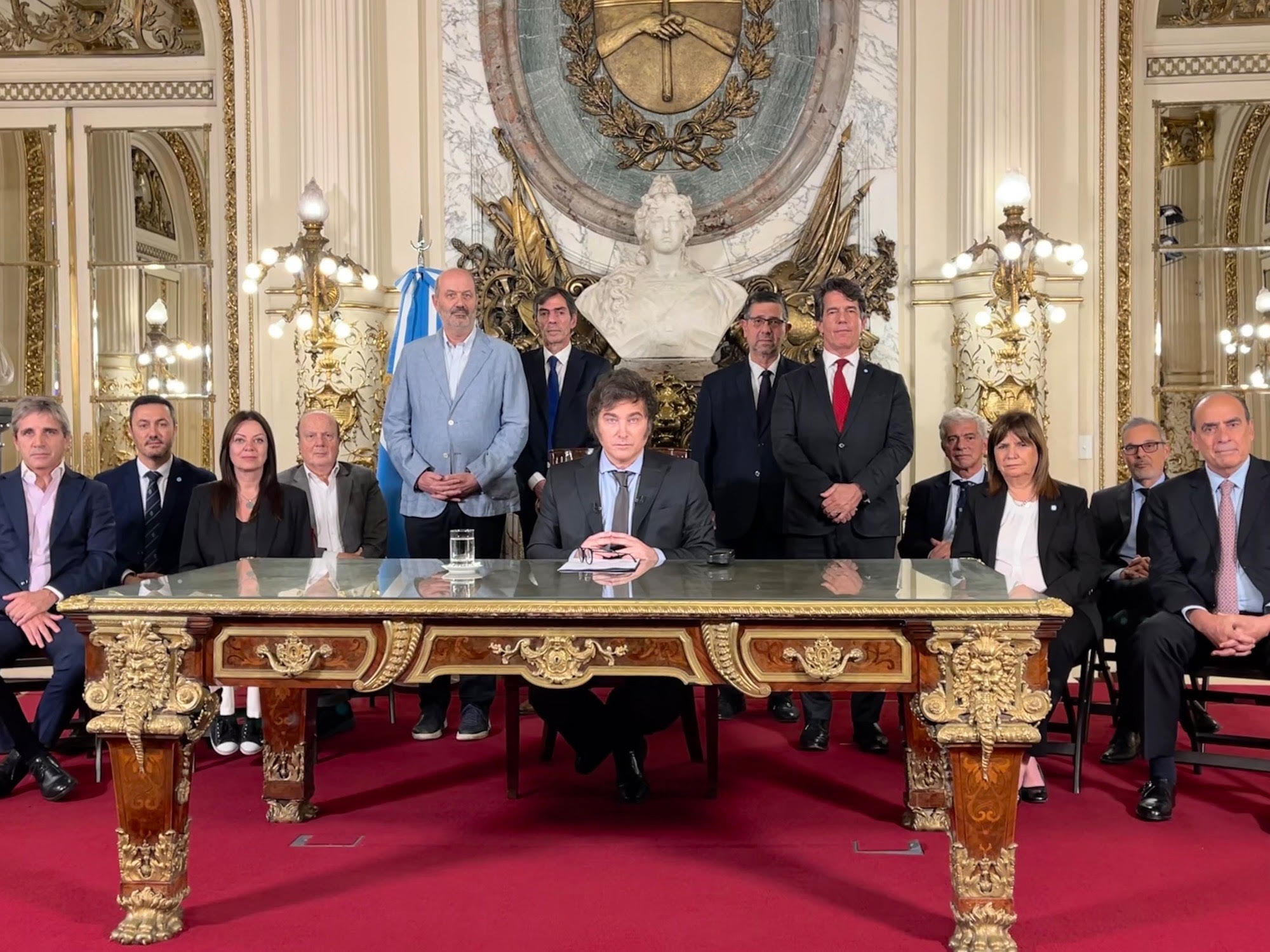
Milei e seu gabinete anuncia o DNU em Cadeia nacional.

O Decreto 70/2023, intitulado "Bases para la reconstrucción de la economía argentina" (tradução: Bases para a reconstrução da economia argentina) foi assinado em 20 de dezembro de 2023 pelo presidente argentino Javier Milei. É conhecido na mídia como "Megadecreto" ("Mega-decreto") ou "decretazo" ("decretaço") por seu grande escopo.

## Anúncio
A ideia inicial era anunciar o decreto em 20 de dezembro de 2023, ao meio-dia. Era para ser um momento decisivo da presidência de Javier Milei: muitos grupos de piqueteros organizaram uma grande manifestação e o governo pretendia evitar uma obstrução do tráfego (ao contrário da maioria dos governos anteriores, que permitiam isso), e o decreto estabeleceria as bases do plano econômico. O anúncio foi transferido para a noite, às 21:00, e foi registrado no Salão Branco da Casa Rosada. Milei leu uma parte do decreto, com seu gabinete ao lado. O texto completo do decreto foi conhecido no dia seguinte, quando foi formalmente publicado no boletim oficial.

## Conteúdo
O decreto, composto por 366 artigos, altera ou revoga leis e decretos existentes, com o objetivo de "desregulamentar" a economia argentina. Milei o emitiu como um "Decreto de Necesidad y Urgencia" (em português: Decreto de Necessidade e Urgência, DNU), que permite que o presidente altere e revogue leis unilateralmente em casos de urgência nacional justificada, e só pode ser anulado se for rejeitado por ambas as casas do Parlamento argentino. Vários especialistas constitucionais argentinos levantaram preocupações de que esse é um uso indevido da forma de decreto.

### Pontos principais
O artigo 958 do Código Civil da Argentina se tornou opcional. Na versão original da lei, esse artigo estabelecia que os termos de um contrato seriam decididos pelas partes, e uma emenda de 2015 acrescentou vários regulamentos e procedimentos. A nova alteração retorna à versão original.
As empresas estatais se tornariam S.A. e teriam os mesmos riscos que as empresas normais, como a falência se mal administradas. Também permite a transferência de ações do Estado para os funcionários.
O decreto fez várias alterações na legislação trabalhista. As indenizações devidas aos funcionários demitidos ou dispensados foram reduzidas. Os trabalhadores podem escolher livremente seus próprios prestadores de serviços de saúde, em vez de terem um prestador designado pelo sindicato. As obstruções permanentes do tráfego contra uma organização, uma tática de protesto comum dos sindicatos, foram tornadas ilegais.
O decreto também remove os registros de importadores e exportadores e as autorizações associadas a eles, uma mudança radical em relação à situação anterior cuja implementação exata ainda não está clara. O objetivo declarado dessa mudança é a redução da burocracia e a digitalização dos processos de autorização.
O decreto abole os regulamentos de controle de aluguel e permite que o aluguel seja definido em dólares, em vez de pesos.

## Reações
Houve muitas e variadas reações ao chamado Megadecreto, que impôs 300 reformas e revogou a lei que impedia a privatização de empresas públicas. Para o partido do governo, o objetivo do DNU era a "Reconstrução da Economia Argentina" por meio da declaração de uma emergência econômica por um período de dois anos, com a qual Milei atribuiu a si mesmo o poder de reformar por decreto uma ampla gama de leis. Para a oposição, o chamado "Decretazo" reduziu as funções do Estado argentino, passou por cima do Congresso e deu poder às forças do livre mercado.

### Reação social
Poucos minutos após o término da transmissão nacional, panelas e frigideiras estavam batendo em vários bairros da cidade de Buenos Aires, La Plata, Mar del Plata e Rosário. Na cidade de Buenos Aires, o protesto também foi ouvido em bairros de classe média, como Palermo e Belgrano. Em várias partes de Buenos Aires, grupos de vizinhos saíram às ruas para fazer piquetes; alguns dos cantos entoados foram "que se vayan todos" (que se vão todos), "paro general" (greve geral) e "a dónde está, que no se ve, esa famosa CGT" (onde está, que não se vê, essa famosa CGT).
À noite, depois das 22h30 (horário local), houve uma mobilização autogestionada em direção ao prédio do Palácio do Congresso da Nação Argentina, com milhares de pessoas de todas as idades. Os manifestantes marcharam e ocuparam a Avenida Rivadavia em frente ao Congresso, carregando bandeiras argentinas e entoando o slogan "La patria no se vende" ("O país não está à venda").
Na segunda noite após o DNU, Rosário, a terceira cidade mais populosa do país, viu milhares de manifestantes se mobilizarem no Monumento a la Bandera e na Praça 25 de Maio. O Conselho Municipal de Rosário realizou uma sessão extraordinária e votou contra o decreto por 21 votos a favor e 4 contra. Manifestações populares também foram vistas em Córdoba, Bariloche, La Plata, Junín, Tandil, com a presença de pessoas autoconvocadas, membros de organizações sindicais e membros de grupos políticos e organizações de direitos humanos. No dia 26, manifestações continuaram e se repetiram em vários pontos da cidade de Buenos Aires, nos subúrbios e no interior do país (Córdoba, Santa Fé, Corrientes, Jujuy, La Rioja, Salta, Chaco, San Juan e Mendoza). É a noite anterior à marcha da Confederação Geral do Trabalho (CGT).
Em 27 de dezembro, milhares de pessoas se reuniram em praças de Buenos Aires, bem como em La Plata, Tandil e Córdoba, e em frente ao palácio presidencial em Olivos. A polícia intensificou sua presença.
Em 3 de janeiro de 2024, vizinhos realizaram protestos em várias esquinas importantes da cidade de Buenos Aires contra o Decreto de Necessidade e Urgência (DNU) e a ley ómnibus.

### Reação sindical
O Conselho de Administração da Confederação Geral do Trabalho da República Argentina estava programado para se reunir na quinta-feira para avaliar o caminho a seguir. Foram planejadas reuniões com outras confederações sindicais para coordenar ações contra a DNU do governo de Milei.
Na quarta-feira, 27 de dezembro, sete dias após o decreto da DNU, os sindicatos marcharam no centro e nas praças, e cerca de dez mil manifestantes se reuniram em frente ao prédio dos Tribunais de Buenos Aires. A reunião de vários sindicatos, tanto afiliados à CGT quanto à CTA, de organizações sociais de esquerda, como o Polo Obrero, e de pessoas auto-organizadas foi além da ideia original dos organizadores.

## Votações

### Senado da Nação Argentina
Em 14 de março de 2024 foi realizada a sessão correspondente no Senado para a ratificação do decreto, e o resultado foi pela rejeição do DNU por 42 votos contrários e 25 votos favoráveis; 4 senadores se abstiveram e 1 senador se ausentou; por enquanto o decreto segue vigente e irá para deliberação da Câmara de Deputados da Nação Argentina.
| Decreto | Data de votação                                                                                               | Votos |    |    |   |   |   |   |   | PJS |   | Total   |
| ------- | --- | ----- | -- | -- | - | - | - | - | - | --- | - | ------- |
| 70/2023 | 14 de março de 2024 Maioria requerida: - absoluta sem ausências ou abstenções para rejeitar o decreto (34/72) | Sim   | —  | 10 | 6 | 6 | 2 | — | — | 1   | — | 25 / 72 |
| 70/2023 | 14 de março de 2024 Maioria requerida: - absoluta sem ausências ou abstenções para rejeitar o decreto (34/72) | Não   | 33 | 2  | — | — | 3 | 1 | 2 | —   | 1 | 42 / 72 |
| 70/2023 | 14 de março de 2024 Maioria requerida: - absoluta sem ausências ou abstenções para rejeitar o decreto (34/72) | Abs.  | —  | 1  | — | — | 1 | 2 | — | —   | — | 4 / 72  |
| 70/2023 | 14 de março de 2024 Maioria requerida: - absoluta sem ausências ou abstenções para rejeitar o decreto (34/72) | Aus.  | —  | —  | 1 | — | — | — | — | —   | — | 1 / 72  |
| Fonte:  | |       |    |    |   |   |   |   |   |     |   |         |